# Jamette de Nesson
Pour les articles homonymes, voir Nesson.
Jamette de Nesson est une poétesse française du XVe siècle.

## Biographie
Jamette de Nesson était la fille de Jamet de Nesson, frère aîné du poète Pierre de Nesson, et d'Ysabel Marcadé. Elle épouse à Paris le 25 janvier 1431 Huguet dit Merlin de Cordebeuf. Elle meurt entre 1467 et 1476.
Il n'est parvenu jusqu'à nous qu'un rondeau amoureux adressé vers 1455 à Tanneguy du Chastel. Mais son œuvre était certainement bien plus considérable, car Martin Le Franc, dans son Champion des Dames, fait d'elle un bel éloge :
Et m'esbahis que mot ne son

N'as fait de la belle Jamette,

Niepce de Pierre de Nesson :

Ele vault qu'en rench on la mette,

Car n'est rien dont ne s'entremette,

Et l'appell'on l'aultre Minerve.